# Laura Vargas Koch
Laura Vargas Koch (* 29. Juni 1990 in Berlin) ist eine ehemalige deutsche Judoka (Graduierung: 4. Dan). Sie startete für den Ersten Berliner Judo Club und trat in der Bundesliga für den TSV Großhadern an.

## Leben
Vargas Koch betrieb seit ihrem achten Lebensjahr Judo, war aber im Jugendalter nicht besonders erfolgreich, was sich erst am Ende ihrer Zeit als Juniorin änderte. Ihr erster Verein war der SC Lurich 02 in Berlin. Danach wechselte sie zum Ersten Berliner JC, wo sie von Carsten von Leupoldt und dem Berliner Stützpunkttrainer Carsten Borkowski trainiert wurde und ihr Technikprofil entwickelte. Die Haupttechnik der Linkskämpferin ist Uchi-mata. Mit Soto-maki-komi, einer Spezialtechnik, war sie z. B. im Viertelfinale der Olympischen Spiele in Rio 2016 gegen Bernadette Graf (Österreich) erfolgreich. Laura Vargas Koch trat in der Gewichtsklasse bis 70 kg an, die beim DJB stark besetzt ist, so dass sie in Giovanna Scoccimarro, Miriam Butkereit und Szaundra Dietrich im Bundesleistungszentrum in Köln Trainingspartnerinnen wie auch Konkurrentinnen hatte.
Vargas Koch stieg im Jahr 2013 in die Weltspitze auf. Als U23-Europameisterin gewann sie Bronze beim Grand Slam in Paris, Silber beim Grand Prix in Düsseldorf.
Zu ihren größten Erfolgen gehört die Bronzemedaille bei den Olympischen Spielen 2016 in Rio de Janeiro. Im entscheidenden Kampf gegen die Weltranglisten-Zweite María Bernabéu (Spanien) setzte sie Ko-uchi-gake erfolgreich beim Golden Score ein. Danach erlitt sie im Herbst 2016 einen Kreuzbandriss und fehlte ein Jahr lang auf der IJF-Weltserie. Zurückgekehrt, war sie mit einer Bronzemedaille beim Grand Prix in Den Haag erfolgreich, verletzte sich Ende 2017 bei Grand Slam in Tokio aber wieder am Knie und musste erneut ein halbes Jahr pausieren, eine Fußverletzung kam hinzu. Im Mai 2018 kehrte sie beim Grand Prix in Hohhot ins Wettkampfgeschehen zurück.
Außer ihrer Bronzemedaille in Rio gewann Vargas Koch jeweils Silber bei den Judo-Weltmeisterschaften 2013 und Judo-Europameisterschaften 2014 und 2015. Sie ist dreifache deutsche Meisterin und Europameisterin in der U23 im Jahr 2011.
Bei der Vorbereitung auf die Judo-Weltmeisterschaften in Tokio 2019 zog sich Vargas Koch wieder einen Kreuzbandriss zu. Im Februar 2020 gab sie ihren Rücktritt vom aktiven Leistungssport bekannt.
Laura Vargas Koch hatte bereits vor den Olympischen Spielen in Rio einen Master in Mathematik und war seitdem Doktorandin an der RWTH Aachen. Im Dezember 2020 absolvierte sie ihre Doktorprüfung und ist mittlerweile als Professorin am Hausdorff Center for Mathematics der Universität Bonn tätig. Sie forscht im Bereich der Kombinatorischen Optimierung und der Spieltheorie.

## Erfolge

### Olympische Spiele
- Bronzemedaille bei den Olympischen Spielen 2016 in Rio de Janeiro

### Meisterschaften
- Deutsche Meisterin 2010, 2012 und 2014
- 2. Platz Europameisterschaften U23 2010 Sarajevo
- 2. Platz Universiade Shenzhen 2011
- 1. Platz Europameisterschaften U23 2011 Tyumen
- 3. Platz Europameisterschaften Mannschaft 2013 Budapest
- 3. Platz Europameisterschaften 2013 Budapest
- 2. Platz Weltmeisterschaften 2013 Rio de Janeiro
- 3. Platz Weltmeisterschaften 2013 Rio de Janeiro (Mannschaft)
- 2. Platz Europameisterschaften 2014 Montpellier
- 3. Platz Europameisterschaften 2014 Montpellier (Mannschaft)

### Grand Prix, Grand Slam und World Cup
- 3. Platz World Cup Rom 2011
- 2. Platz World Cup Madrid 2011
- 3. Platz World Cup Sofia 2011
- 5. Platz Kano Cup 2012
- 3. Platz Grand Prix Quingdao 2012
- 1. Platz World Cup Tallinn 2012
- 1. Platz Grand Prix Rijeka 2013
- 3. Platz Grand Slam Moskau 2013
- 2. Platz Grand Slam Baku 2013
- 2. Platz Grand Prix Düsseldorf 2013
- 3. Platz Grand Slam Paris 2013
- 1. Platz Grand Prix Samsun 2014
- 1. Platz Grand Prix Havanna 2014
- 3. Platz Grand Prix Astana 2014
- 1. Platz Grand Prix Tashkent 2014
- 1. Platz Grand Slam Abu Dhabi 2014
- 2. Platz Grand Prix Jeju 2014
- 3. Platz Grand Slam Tokyo 2014
- 3. Platz Grand Prix Budapest 2015
- 2. Platz Grand Slam Paris 2015
- 1. Platz Grand Slam Abu Dhabi 2015
- 3. Platz Grand Prix Jeju 2015
- 3. Platz Grand Prix Düsseldorf 2016

## Ehrungen
Im November 2013 war Laura Vargas Koch für die Wahl zu Berlins Sportlerin des Jahres nominiert und wurde dort auf Platz 5 gewählt.
Für den Gewinn der Bronzemedaille bei den Olympischen Spielen in Rio erhielt sie am 1. November 2016 das Silberne Lorbeerblatt.